# Robert Phillimore
Robert Joseph Phillimore, 1er baronnet (5 novembre 1810 - 4 février 1885), est un juge et homme politique britannique. Il est le dernier juge de la Haute Cour d'Amirauté de 1867 à 1875 mettant fin à un poste qui a duré près de 400 ans.

## Biographie
Né à Whitehall, il est le troisième fils de Joseph Phillimore, un avocat ecclésiastique bien connu. Formé à la Westminster School et à Christ Church d'Oxford, où il noue une amitié de longue date avec Gladstone, sa première nomination est à un poste de commis au sein du conseil de contrôle, où il reste de 1832 à 1835. Admis comme avocat à Doctors' Commons en 1839, il est admis au barreau du Middle Temple en 1841 et s'élève très rapidement dans sa profession. Il est engagé comme avocat dans presque toutes les affaires d'importance portées devant les tribunaux d'amirauté, d'homologation ou de divorce, et devient successivement maître des facultés, commissaire des doyens et des chapitres de la cathédrale Saint-Paul et de la cathédrale de Westminster, fonctionnaire des archidiaconies de Middlesex et Londres, et chancelier des diocèses de Chichester et Salisbury.
En 1853, il entre à la Chambre des communes en tant que député de Tavistock. Modéré en politique, il consacre ses énergies à des mesures indépendantes du parti et, en 1854, il présente le projet de loi autorisant les témoignages de vive voix devant les tribunaux ecclésiastiques. Il siège pour Tavistock jusqu'en 1857, date à laquelle il se présente comme candidat à Coventry, mais est battu. Il est nommé juge des Cinq-Ports en 1855, conseiller de la reine en 1858 et avocat général en amirauté en 1862.
En 1867, il est nommé membre du Conseil privé et prend sa place en tant que membre du Comité judiciaire. En tant que membre du Comité judiciaire, l'une de ses décisions notables est dans l'affaire Guibord, concernant les relations entre l'Église et l'État au Canada.
En 1875, conformément au Public Worship Regulation Act 1874, il démissionne, et est remplacé par Lord Penzance. Lorsque la Judicature Act entre en vigueur, les pouvoirs de la cour d'amirauté sont  transférés à la Haute Cour de justice, et Robert Phillimore est donc le dernier juge de la cour historique du Lord High Admiral of England. Il continue à siéger comme juge pour la nouvelle division de l'amirauté, des successions et des divorces jusqu'en 1883, date à laquelle il démissionne. Il écrit Ecclesiastical Law of the Church of England, Commentaries on International Law, et une traduction du Laokoon de Lessing.
Il épouse, en 1844, Charlotte Anne, fille de John Denison d'Ossington Hall, Newark. Il est anobli en 1862, et créé baronnet en 1881.
Il meurt à Shiplake, près de Henley-on-Thames, le 4 février 1885. Son fils aîné, Walter Phillimore, est une autorité en matière de droit ecclésiastique et d'amirauté, devient juge de la Haute Cour en 1897 et est élevé à la pairie en tant que baron Phillimore en 1918.